# Claude Détruche
Claude Détruche (Thonex, 1954. június 27. –) svájci nemzetközi labdarúgó-játékvezető. Polgári foglalkozása biztosítási üzletkötő.

## Pályafutása

### Nemzeti játékvezetés
Pályafutása során hazája legfelső szintű labdarúgó-bajnokságának játékvezetője lett. Az aktív nemzeti játékvezetéstől 1999-ben vonult vissza.

#### Nemzeti kupamérkőzések
Vezetett Kupa-döntők száma: 1.

##### Svájci Kupa
| Időpont         | Helyszín               | Mérkőzés típusa | Mérkőzés          | Eredmény | Nézők száma |
| --------------- | ---------------------- | --------------- | ----------------- | -------- | ----------- |
| 1997. június 8. | Wankdorf Stadion, Bern | döntő           | FC Sion–FC Luzern | 3 : 3    | 28 400      |

### Nemzetközi játékvezetés
A Svájci labdarúgó-szövetség Játékvezető Bizottsága (JB) 1995-ben terjesztette fel nemzetközi játékvezetőnek, a Nemzetközi Labdarúgó-szövetség (FIFA) bíróinak keretébe. Több nemzetek közötti válogatott és klubmérkőzést vezetett. A svájci nemzetközi játékvezetők rangsorában, a világbajnokság-Európa-bajnokság sorrendjében többedmagával a 15. helyet foglalja el 3 találkozó szolgálatával. Az aktív nemzetközi játékvezetéstől 1999-ben a FIFA 45 éves korhatárát elérve búcsúzott. Válogatott mérkőzéseinek száma: 6.

#### Világbajnokság
A világbajnoki döntőhöz vezető úton Franciaországba a XVI., az 1998-as labdarúgó-világbajnokságra a FIFA JB bíróként alkalmazta.
| Időpont          | Helyszín                    | Mérkőzés típusa           | Mérkőzés       | Eredmény | Nézők száma |
| ---------------- | --------------------------- | ------------------------- | -------------- | -------- | ----------- |
| 1996. október 9. | Laugardalsvöllur, Reykjavík | előselejtező (8. csoport) | Izland–Románia | 0 : 4    | 3 064       |

#### Európa-bajnokság
Az európai-labdarúgó torna döntőjéhez vezető úton Angliába a X., az 1996-os labdarúgó-Európa-bajnokságra és Belgiumba és Hollandiába a XI., a 2000-es labdarúgó-Európa-bajnokságra az UEFA JB játékvezetőként foglalkoztatta.

##### 1996-os labdarúgó-Európa-bajnokság
| Időpont           | Helyszín                     | Mérkőzés típusa           | Mérkőzés            | Eredmény | Nézők száma |
| ----------------- | ---------------------------- | ------------------------- | ------------------- | -------- | ----------- |
| 1995. október 11. | Bloomfield Stadion, Tel-Aviv | előselejtező (1. csoport) | Izrael–Azerbajdzsán | 2 : 0    | 7 000       |

##### 2000-es labdarúgó-Európa-bajnokság
| Időpont             | Helyszín                          | Mérkőzés típusa           | Mérkőzés       | Eredmény | Nézők száma |
| ------------------- | --------------------------------- | ------------------------- | -------------- | -------- | ----------- |
| 1998. szeptember 5. | Boris Paichadze Stadion, Tbiliszi | előselejtező (2. csoport) | Grúzia–Albánia | 1 : 0    | 35 000      |